# Фобос-1
«Фобос-1» — советская автоматическая межпланетная станция (АМС) серии «Фобос». Предназначалась для исследования Марса и его спутника Фобоса. Запущена 7 июля 1988 года ракетой-носителем «Протон-К 8К82К» с космодрома Байконур.

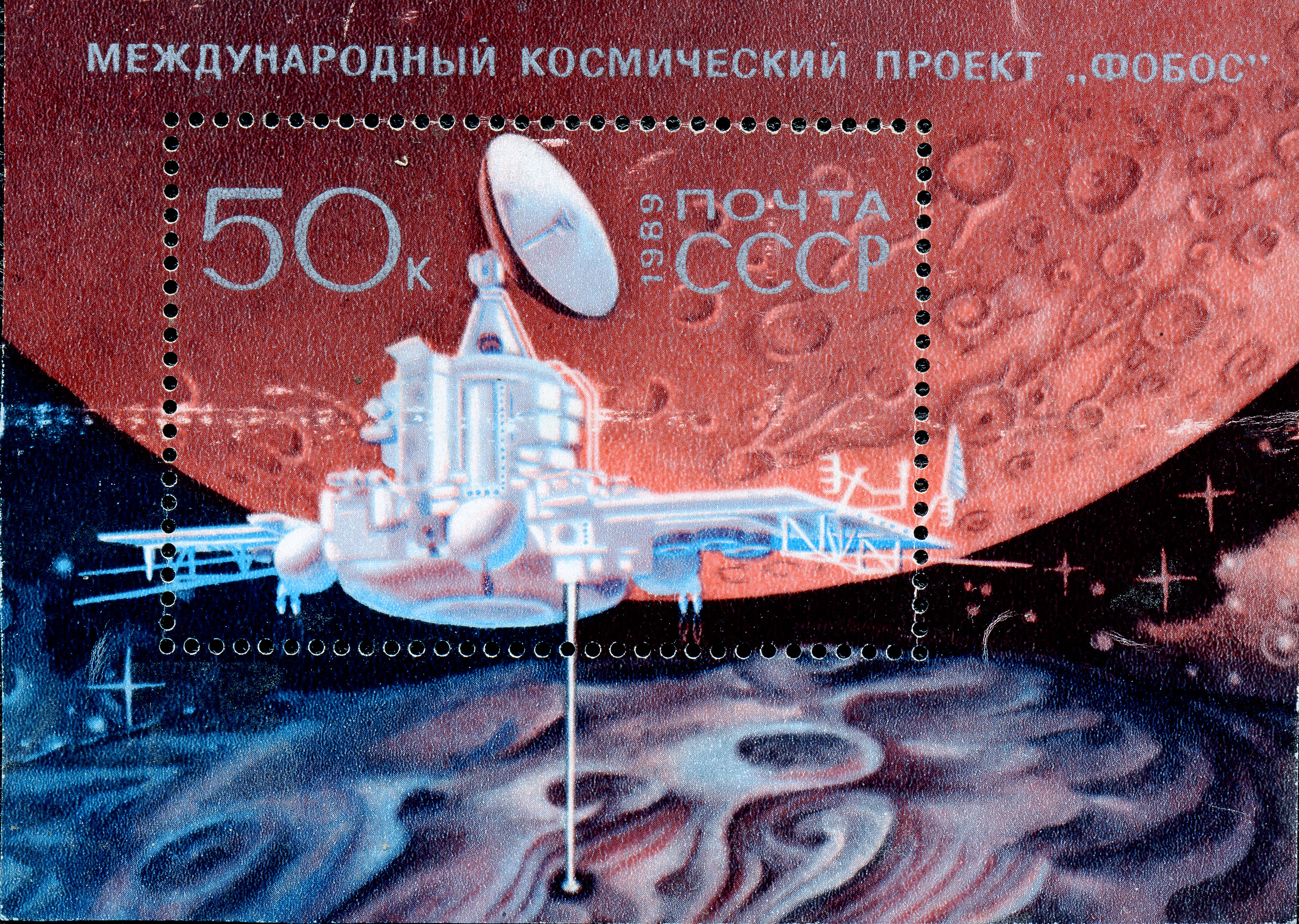
Почтовый блок СССР. Международный космический проект «Фобос», 1989

Схема аппарата.

## Цели
Перед миссией Фобос-1 были поставлены следующие задачи:
- изучение Солнца;
- получение трёхмерной стереоскопической структуры солнечной хромосферы и короны;
- определение состава солнечного ветра;
- изучение характеристик межпланетных ударных волн;
- фиксирование гамма-всплесков.
- уточнение параметров орбитального движения Фобоса и его физических свойств;
- зондирование поверхности и атмосферы Марса в нескольких диапазонах;
- изучение магнитосферы Марса, а также уточнение параметров его магнитного поля;
- изучение Солнца во время полёта;
- получение снимков поверхности Фобоса;
- определение химического, минералогического состава поверхности Фобоса;
- изучение внутреннего строения Фобоса, а также радиофизических свойств;
- спуск на поверхность Фобоса автономной станции ДАС.

## Конструкция
Космический аппарат состоит из орбитального блока (ОБ) и автономной двигательной установки (АДУ).
Силовым элементом конструкции КА «Фобос» является герметичный торовый приборный отсек, к которому снизу пристыкована автономная двигательная установка (АДУ), а сверху — отсек научной аппаратуры (цилиндрический приборный отсек).
В верхней части орбитального блока имеется специальная платформа. На платформе размещены отделяемые исследовательские зонды ДАС — долгоживущая автономная станция и ПРОП-ФП. На этой же платформе размещена научная аппаратура для исследования Солнца и средненаправленная антенна автономной радиосистемы. Отделение АДУ после перехода на орбиту искусственного спутника близкую к орбите Фобоса позволяет начать работу ранее закрытой ею и размещенной в торовом приборном отсеке служебной и научной аппаратуре, необходимой для сближения с Фобосом и проведения программы его исследований.

## Инструменты
Орбитальный аппарат состоял из следующих научных инструментов: лазерный масс-анализатор, масс-анализатор вторичных ионов, радар, видеоспектрометрический комплекс, радиометр-спектрометр, солнечный УФ-радиометр, спектрометр гамма-излучения, детекторы нейтронов, оптический спектрометр, сканирующий анализатор, спектрометр плазмы, спектрометры электронов, анализатор плазменных волн, магнитометры, солнечный телескоп, фотометр, рентгеновский фотометр, спектрометры гамма-излучения — вся эта аппаратура необходима для выполнения научной программы аппарата.

## Хронология полёта
Запуск первой станции «Фобос-1» состоялся 7 июля 1988 года в 20:38:04.306 ДМВ при помощи ракеты-носителя «Протон-К 8К82К» и разгонного блока Д-1. Для доставки на Фобос на аппарате была установлена посадочная станция с долгим сроком существования. При запуске использовалась «пятиступенчатая» схема выведения АМС: на орбиту ИСЗ станция выводилась с помощью трёх ступеней ракеты-носителя «Протон-К 8К82К» и первого включения разгонного блока Д-2. Затем на траекторию полёта к Марсу аппарат переводился с помощью второго включения блока Д-2 (до полного истощения ресурсов) и включения автономной двигательной установки (АДУ) аппарата.
16 июля 1988 года был выполнен первый коррекционный манёвр. До 18 августа управление «Фобосом-1», как и «Фобосом-2», велось с ОКИК-16, а после этого управление аппаратами взял на себя Центр управления полётом ЦНИИМаш. 28 августа по вине оператора ЦУП на борт прошла ошибочная команда, произошёл сбой в программе, из-за чего вместо команды на включение гамма-спектрометра была выдана команда на выключение пневмосистемы двигателей ориентации и стабилизации аппарата. Станция с отключёнными важнейшими системами ориентации перестала ориентировать солнечные батареи на Солнце, вследствие этого через некоторое время аккумуляторы полностью истощились. Аппарат не стабилизировался и хаотично вращался. Ошибка была обнаружена только 1 сентября 1988 при попытке провести запланированный сеанс с «Фобосом-1». Запаса электроэнергии для реагирования на корректировочные сигналы уже не было, аппарат на связь так и не вышел. Попытки установить с ним контакт, продолжались в течение сентября-октября, но успеха не принесли. 3 ноября 1988 было официально объявлено о прекращении попыток связаться с АМС.

## Результаты
Наиболее значимыми открытиями в научной программе «Фобоса-1» стали результаты исследований, проведённых при помощи солнечного телескопа под названием «Терек». Учёные получили возможность одновременно наблюдать наименее изученные до этого времени слои солнечной атмосферы — хромосферу, корону и переходный слой. Получена уникальная информация о структуре и динамике этих слоев. На снимках регистрирующей системы отчётливо видна сложная структура плазменных образований в солнечной атмосфере.
Новые данные позволили понять динамику различных образований в атмосфере Солнца при температурах от десятков тысяч до десятков миллионов градусов. Это необходимо, чтобы выяснить механизмы освобождения энергии Солнца при различных процессах в другие места; с Земли получить такую информацию не представляется возможным. За весь полёт станции было выполнено более 140 рентгеновских снимков Солнца.